# 스카이 에인절
스카이 에인절(Sky Angel)은 미국의 IPTV 전문 방송국으로 플로리다 주에 소재해 있다.

## 연혁
1980년 설립되었다. 처음에는 케이블로 방송했으나, 2008년 IPTV 사업으로 전환했다.

## 구성
Faith Package, Radio channels, Family TV channel 3가지로 구성되어 있다.